# Pékin Express (film)
Pour le jeu télévisé, voir Pékin Express.
Pékin Express (Peking Express) est un film américain réalisé par William Dieterle, sorti en 1951.

## Synopsis
Michael Bachlin, médecin américain et délégué des Nations unies, monte à bord de l'express pour Pékin. Officiellement, il est chargé de fonder un centre de chirurgie du thorax à Shanghai. Officieusement, il doit rencontrer le chef de l'opposition au régime chinois. Durant le voyage, il retrouve Danielle Grenier, une séduisante jeune femme qu'il a connue à Paris quelques années plus tôt...

## Fiche technique
- Titre : Pékin Express
- Titre original : Peking Express
- Réalisation : William Dieterle
- Scénario : John Meredyth Lucas d'après une histoire de Harry Hervey
- Direction artistique : Franz Bachelin, Hal Pereira
- Décors : Sam Comer, Grace Gregory
- Costumes : Edith Head
- Photographie : Charles Lang
- Montage : Stanley E. Johnson
- Musique : Dimitri Tiomkin
- Production : Hal B. Wallis
- Société de production : Paramount Pictures
- Société de distribution : Paramount Pictures
- Pays d'origine :  États-Unis
- Langue originale : anglais
- Genre : drame, action, thriller
- Classification : tout public
- Durée : 85 min.
- Dates de sortie : 
  - États-Unis : 18 juillet 1951
  - France : 12 septembre 1952

## Distribution
- Joseph Cotten  (VF : Jean Martinelli) : Michael Bachlin
- Corinne Calvet  (VF : Jacqueline Ferrière) : Danielle Grenier
- Edmund Gwenn  (VF : Jacques Berlioz) : le père Joseph Murray
- Marvin Miller : Kwon
- Benson Fong : Wong
- Soo Yong : Li Elu
- Robert W. Lee : Ti Chen
- Gregory Gaye : Stanislaus